# Pisaboa mapiri
Pisaboa mapiri is een spinnensoort uit de familie trilspinnen (Pholcidae). De soort komt voor in Bolivia.